# Phalanger ornatus
Phalanger ornatus é uma espécie de marsupial da família Phalangeridae.
Endêmica da Indonésia.